# Madame et ses partenaires
Pour plus de détails, voir Fiche technique et Distribution.
Madame et ses partenaires (titre original : Part Time Wife, littéralement, Femme à mi-temps) est un film américain de Leo McCarey, sorti en 1930, d'après une histoire de Stewart Edward White.

## Synopsis
Jim Murdock (Edmund Lowe) est un homme d'affaires qui néglige sa femme, Betty (Leila Hyams). Ne sachant que faire de son temps, celle-ci se met au golf et acquiert bientôt un niveau de professionnel. Le beau Tommy Milligan (Tom Clifford) lui tourne autour. Entretemps, le médecin de Jim lui conseille se pratiquer le golf pour évacuer ses frustrations. Le mari et la femme se retrouvent enfin, sur le green, dans les équipes de tournois.

## Fiche technique
- Titre original : Part Time Wife
- Titre français : Madame et ses partenaires
- Réalisation : Leo McCarey
- Scénario : Howard J. Green, Leo McCarey et Raymond L. Schrock d'après l'histoire The Shepper Newfounder de Stewart Edward White
- Photographie : George Schneiderman
- Son : Alfred Bruzlin
- Montage : Jack Murray
- Musique : R.H. Bassett et Glen Knight
- Société de production : Fox Film Corporation
- Société de distribution : Fox Film Corporation
- Pays de production :  États-Unis
- Langue : anglais
- Format : 1.20 : 1, 35mm, noir et blanc
- Durée :  72 minutes
- Date de sortie :
  - États-Unis : 30 novembre 1930

## Distribution
- Edmund Lowe : Jim B. Murdock
- Leila Hyams : Mrs. Murdock (Betty Rogers)
- Tommy Clifford : Tommy Milligan
- Walter McGrail : Johnny Spence
- Louis Payne : Deveney - le valet
- Sam Lufkin : Caddie Master
- Bodil Rosing : Martha - la cuisinière
- George Corcoran : Charles - le chauffeur